# Tútuix I
Abu-Saïd Taj-ad-Dawla Tútuix (I) ibn Alp Arslan (àrab: أبو سعيد تاج الدولة تتش بن ألب أرسلان, Abū Saʿīd Tāj ad-Dawla Tutux b. Alb Arslān), més conegut habitualment com a Tútuix I, fou un sultà seljúcida de Síria (a Alep i nord de Síria del 1086 al 1087 i del 1094 al 1095, a Damasc de 1079 [efectiu 1080] a 1095).

## Governador de Síria
Atsiz ibn Uvak, el comandant turcman de Síria, que havia conquerit Jerusalem als fatimites (als que abans servia) i dominava Damasc, fou atacat pels fatimites i assetjat a aquesta ciutat; Atsiz va demanar ajut al sultà gran seljúcida Màlik-Xah I, que va decidir acceptar, per convertir Síria en un feu pel seu germà Tútuix al qual va enviar a Síria en 1079 com a príncep feudatari.

### Setge d'Alep
A Alep tenia el poder el mirdàsida Sàbiq ibn Mahmud, que el 1076 havia succeit al seu germà Nasr ibn Mahmud. El maig de 1079 el sultà Màlik-Xah I va ordenar a l'emir uqàylida de Mossul, Múslim ibn Qurayx que es reunís amb les forces dels kilabites de Mubàrak ibn Xibl i Hamid ibn Zughayb, i de Tútuix per assetjar junts Alep. En la lluita el general mirdàsida Àhmad-Xah va resultar mort. Múslim ibn Qurayx tenia certs sentiments afectius per Sàbiq i estava en contacte amb ell; retreia als kilabites d'haver cridat als seljúcides; quan fou autoritzat a abandonar el setge va aprofitar per vendre als alepins tot el que necessitaven per subsistir, i quan Múslim es va retirar, els kilabites no van tardar també a abandonar el setge. Es van reunir 1.000 cavallers i 500 infants àrabs numayrites, quxayrites, kilabites i uqàylides, amb el suport de Xàraf-al-Múslim ibn Qurayx, i van derrotar l'amir al-Turkman al uadi de Butnan. Tútuix va quedar en una posició difícil a la rodalia d'Alep i va aixecar el setge retirant-se cap a l'Eufrates i el Diyar Bakr per passar l'hivern (1079-1080).
A l'inici de la primavera del 1080 va reprendre l'atac a Alep i es va dirigir cap a la ciutat; primer va conquerir Manbij, atacant també diversos castells dels kilabites, destacant el d'Azaz; el principal cap kilabita, l'amir Abu-Zaida Muhàmmad ibn Zaida, va massacrar diverses columnes de turcs que actuaven separadament una de l'altra, i grups que quedaven aïllats; els combats foren durs i els grangers i camperols van patir severament; llavors Tútuix va fer una marxa forçada cap a Alep per sorprendre la ciutat, però fou derrotat prop de les muralles i el seljúcida va abandonar Síria del nord i es va dirigir-se a Damasc.

### Presa de Damasc
Atsiz ibn Uvak, que feia front a una contraofensiva fatimita va entregar Damasc, i en l'entrevista entre Atsiz i Tútuix en 1080 el primer fou assassinat per orde del sultà amb l'excusa que havia d'haver anat al seu encontre en lloc d'esperar-lo per retre-li homenatge a les portes de la ciutat.
Tútuix va donar el comandament de la part principal del seu exèrcit al amir turc Afxín que es va dirigir al nord saquejant diversos pobles entre els quals els de la rodalia de Baalbek i Rafaniyya. Nombrosos mercaders i caravanes que eren a la zona foren massacrats; les dones foren violades, i les mercaderies robades; durant unes dues setmanes aquest fou l'escenari habitual. El senyor del Castell del Pont, Abu l-Hasan ibn Múnqidh va acollir a Afxín a canvi de deixar en pau a Kafar Tab (vila que depenia del govern del castell). Després Afxín va seguir el seu camí i va poder apoderar-se de totes les viles fortificades i torres de defensa del Djabal Summak i dels pobles situats a l'est de Maarat an-Numan; tots els nuclis de població foren saquejats i de vegades incendiats amb els seus habitants dins les cases, i les dones i infants que podien escapar eren violades o fets presoners; els homes que fugien i eren capturats, eren executats. Afxín va atacar Tall Mannas on per primer cop fou refusat, i va optar per abandonar el lloc a canvi d'un tribut de cinc mil dinars.
Tútuix va rebre notícies del que passava i va marxar cap a Kafar Tab però quan hi va arribar Afxín i els seus soldats ja havien sortit de la regió i havien entrat en territori romà d'Orient a l'entorn d'Antioquia de l'Orontes. Tútuix va retornar a Damasc i pel camí va intentar tranquil·litzar a la gent espantada. Quan Afxín i els seus homes van marxar cap a l'est, la plana del nord de Síria no tenia ni un poble que no hagués patit destruccions més o menys importants; la fam s'havia generalitzat i el gra es venia a un dinar per cada sis ratls (1 kilo = 3 ratls) i es van donar casos d'antropofàgia; milers de refugiats es van dirigir a la Djazira sota domini uqàylida.

### Presa d'Alep
Mentre, el mes de març de 1080 Múslim ibn Qurayx fou informat del que passava, i va considerar que era un bon moment per intervenir. Sàbiq li havia escrit una carta en la qual li proposava lliurar-li Alep. Múslim, amb un comboi de queviures, va marxar a Balis i després a Alep, però llavors Sàbiq es va fer enrere; això no obstant, amb el suport dels ahdath (infanteria alepina) i de la població famèlica, va poder entrar sense combat a la ciutat (maig de 1080). L'escassetat era tan gran a Alep que Múslim va decidir abandonar la ciutat, però Ibn Múnqidh el va convèncer de restar-hi. Sàbiq s'havia fet fort a la ciutadella però els seus germans Xabib i Watthab van convèncer a la guarnició d'aquesta de rendir-se i entregar a l'emir. Shabib es va fer amo de la ciutadella on hi havia poca aigua. Llavors es van iniciar negociacions amb Múslim amb la mediació de Sadid-al-Mulk Alí ibn Muqàl·lad ibn Múnqidh. Múslim va acceptar casar-se amb Mania, filla de Mahmud ibn Nasr i germana de Sàbiq, Xabib, Watthab i Nasr ibn Mahmud. Xabib i Watthab rebrien feus a la regió d'Azaz i Sàbiq un feu a Rahba. Els tres germans van marxar als seus feus i Mulsim va assolir el poder. Contra el pagament d'un tribut anual (de certa importància), Màlik-Xah I li va concedir la investidura (al mateix temps esperava impedir que el seu germà Tútuix I agafés massa poder). Múslim va afegir al domini al-Ruha (Edessa), Haran i altres fortaleses de les que va expulsar a amirs o caps de bandes turques les dominaven.
Tútuix no va acceptar de bon grat el fet i per la seva part Múslim aspirava a tenir Damasc, que no podia obtenir del sultà gran seljúcida. Múslim va fer aliança amb el califa fatimita. Aprofitant l'absència de Tútuix, en campanya contra els romans d'Orient a la regió d'Antioquia de l'Orontes, Múslim va atacar la Síria central i es va apoderar de Baalbek i altres poblacions, i va assetjar Damasc, però l'ajuda fatimita promesa no va arribar i mentre Tútuix va retornar. Llavors hi va haver una revolta a Haran i Múslim va decidir retirar-se. Màlik-Xah I va reaccionar a la traïció de Múslim enviant al fill d'un antic visir abbàssida, Ibn Djahir, en primer lloc contra els marwànides del Diyar Bakr, on l'emir Mansur era aliat dels fatimites, i la capital dels quals era Amida (Armènia). Mansur va fer aliança amb Múslim que va enviar les seves forces a Amida a la vora del qual foren atacats per Ibn Djahir; les forces marwànides i uqàylides es van retirar darrere els murs d'Amida deixant la resta de les possessions sense defensa. Màlik-Xah va enviar llavors un altre fill del visir abbàssida Djahir de nom Amid al-Dawla a Mossul, per apoderar-se d'aquesta ciutat. Múslim va fugir d'Amida i es va dirigir a Mossul però aquesta ja havia caigut en mans d'Amid al-dawla. Llavors va oferir la submissió i la pau al sultà per mitjà del fill del visir seljúcida Nizam al-Mulk, i va demanar el perdó de genolls. Màlik-Xah I el va perdonar i li va retornar Mossul (i confirmar Alep). Poc després, potser d'acord amb Màlik-Xah I, va entrar en conflicte (1084) contra el príncep seljúcida de l'Àsia Menor, Sulayman I ibn Kutalmix que ara dominava la regió d'Antioquia que havia arrabassat als romans d'Orient. Múslim reclamava a Sulayman el mateix tribut per Antioquia que els romans d'Orient li pagaven abans, però el seljúcida s'hi va negar. Finalment els dos exèrcits van xocar a la vora d'Antioquia de l'Orontes (maig de 1085). Múslim havia perdut les simpaties entre les tropes turques i àrabs, que van desertar i les forces uqàylides foren derrotades. Múslim i 400 dels seus van morir. Això fou el final del poder uqàylida. Poc després el seu fill Ibrahim ibn Kuraysh, reconegut a Alep, era apartat del poder i la ciutat es va sotmetre a Tútuix; a Mossul, Ibrahim va conservar el poder uns anys (fins vers 1090).
Màlik-Xah I va mirar d'aprofitar la situació per estendre el seu domini per Al-Jazira el 1086 nomenant caps turcmans lleials pel govern d'algunes ciutats (1086/1087): Aq-Súnqur al-Hàjib a Alep, Yaghibasan a Antakya, i Bozan o Buzan a Edessa. Aquestos emirs, d'acord amb Tútuix, van reforçar el poder seljúcida a Síria fins a Homs però es van aturar davant Trípoli i Tir. En aquesta darrera el senyor local, Djalal al-Mulk Ali, dels Banu Ammar, es va poder mantenir fent aliança amb Aq-Súnqur al-Hàjib.

## Sultà d'Alep
La mort de Màlik-Xah I el 1092 va iniciar un conflicte successori, ja que no hi havia normes per l'herència. Tútuix va considerar que com a degà dels prínceps seljúcides li pertocava la successió com a gran sultà per damunt del fill del difunt, Barkyaruq i el seu germà Mahmud ibn Màlik-Xah. Aprofitant el conflicte entre aquestos dos, Tútuix es va apoderar de la Síria del nord i les terres de la Jazira fins a Mossul. El 1093 es va apoderar de l'Iraq Arabí i es va fer proclamar sultà a Bagdad; però Aq-Súnqur i Bozan, que temien el creixent poder de Tútuix, es van aliar a l'amir Kirbogha que donava suport a Barkyaruq. Kirbogha va anar en ajut dels dos emirs però els dos rebels i l'amir de Barkyaruq foren derrotats (Aq-Súnqur va ser capturat i executat a la batalla i Bozan fou capturat i executat poc després; Kirbogha fou fet presoner) a la batalla de Tall al-Sultan al sud d'Alep i Tútuix va emergir guanyador en aquesta lluita i va entrar triomfant a Alep (meitat del 1094).
Eufòric pel seu èxit va envair tot seguit l'altiplà iranià cap a Hamadan forçant a Barkyaruq a retirar-se cap a Esfahan, però fou oposat amb força pels emirs de Pèrsia occidental, tots desconfiats de la creació de noves clienteles, que van reunir un exèrcit que es diu comptava amb 30.000 homes, i Tútuix va morir en la batalla de Dashilwa prop de Rayy no gaire després (26 de febrer de 1095). Les restes del seu exèrcit van fugir cap a Síria on el fill de Tútuix, Ridwan ibn Tútuix, va pactar amb Barkyaruq (es va reconèixer vassall, va alliberar a Kirbogha i altres concessions) i va conservar el poder a Alep, mentre el seu germà Duqaq era proclamat a Damasc.